# شقایق دریایی خوشه‌ای زرد
شقایق دریایی خوشه‌ای زرد (نام علمی: Parazoanthus axinellae) نام یک گونه از سرده فرش‌مرجان‌نما است.